# Saint-Barthélemy-Lestra
Saint-Barthélemy-Lestra ist eine französische Gemeinde im Département Loire in der Region Auvergne-Rhône-Alpes. Sie gehört zum Kanton Feurs und zum Arrondissement Montbrison. Sie grenzt im Nordwesten an Salt-en-Donzy, im Norden an Jas, im Osten an Saint-Martin-Lestra, im Südosten an Virigneux und im Südwesten an Valeille.

## Bevölkerungsentwicklung
| Jahr                       | 1962 | 1968 | 1975 | 1982 | 1990 | 1999 | 2008 | 2017 |
| -------------------------- | ---- | ---- | ---- | ---- | ---- | ---- | ---- | ---- |
| Einwohner                  | 548  | 512  | 493  | 476  | 533  | 582  | 691  | 684  |
| Quellen: Cassini und INSEE |      |      |      |      |      |      |      |      |